# Хокей на зимових Олімпійських іграх 1972
Хокейний турнір на зимових Олімпійських іграх 1972 проходив з 3 по 13 лютого 1972 року в місті Саппоро (Японія). За результатами чемпіонату світу 1971 право участі на Олімпіаді здобули шість команд з дивізіону А, п'ять — з дивізіону В, дві - з дивізіону С  і збірна Японії — господарі змагань. Збірні НДР (дивізіон В), Румунії та Франції (дивізіон С) відмовилися від участі у турнірі. Переможці пар на попередньому етапі отримали право безпосередньо боротися за нагороди (група А). Команди, які зазнали поразки, змагалися за місця з 7-го по 11-те (група В).
Збірна СРСР втратила на турнірі лише одне очко і втретє поспіль здобула золоті олімпійські нагороди. Срібні медалі отримали американські хокеїсти, бронзові — збірна Чехословаччини.

## Попередній етап
| Дата       | Команда        | Рахунок | Команда   |
| ---------- | -------------- | ------- | --------- |
| 03.02.1972 | Чехословаччина | 8 : 2   | Японія    |
| 03.02.1972 | Швеція         | 8 : 1   | Югославія |
| 04.02.1972 | США            | 5 : 3   | Швейцарія |
| 04.02.1972 | Польща         | 4 : 0   | ФРН       |
| 04.02.1972 | Фінляндія      | 13 : 1  | Норвегія  |

## Група А
| М | Команда        | І | Пер | Н | Пор | ЗШ | ПШ | О |
| - | -------------- | - | --- | - | --- | -- | -- | - |
| 1 | СРСР           | 5 | 4   | 1 | 0   | 33 | 13 | 9 |
| 2 | США            | 5 | 3   | 0 | 2   | 18 | 15 | 6 |
| 3 | Чехословаччина | 5 | 3   | 0 | 2   | 26 | 13 | 6 |
| 4 | Швеція         | 5 | 2   | 1 | 2   | 17 | 13 | 5 |
| 5 | Фінляндія      | 5 | 2   | 0 | 3   | 14 | 24 | 4 |
| 6 | Польща         | 5 | 0   | 0 | 5   | 9  | 39 | 0 |

Скорочення: М = підсумкове місце, І = ігри, Пер = перемоги, Н = нічиї, Пор = поразки, ЗШ = закинуті шайби, ПШ = пропущені шайби, О = набрані очки

### Результати матчів

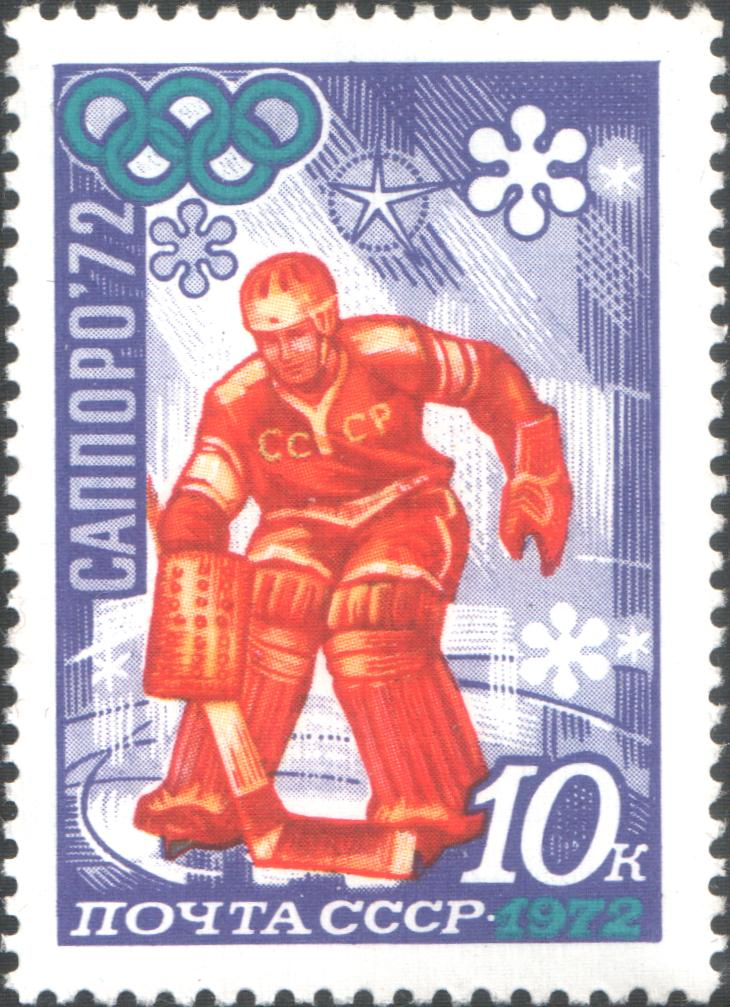

| Дата       | Команда        | Рахунок | Команда        |
| ---------- | -------------- | ------- | -------------- |
| 05.02.1972 | СРСР           | 9 : 3   | Фінляндія      |
| 05.02.1972 | Чехословаччина | 14 : 1  | Польща         |
| 05.02.1972 | Швеція         | 5 : 1   | США            |
| 07.02.1972 | СРСР           | 3 : 3   | Швеція         |
| 07.02.1972 | США            | 5 : 1   | Чехословаччина |
| 07.02.1972 | Фінляндія      | 5 : 1   | Польща         |
| 08.02.1972 | Чехословаччина | 7 : 1   | Фінляндія      |
| 09.02.1972 | Швеція         | 5 : 3   | Польща         |
| 09.02.1972 | СРСР           | 7 : 2   | США            |
| 10.02.1972 | Чехословаччина | 2 : 1   | Швеція         |
| 10.02.1972 | СРСР           | 9 : 3   | Польща         |
| 10.02.1972 | Фінляндія      | 1 : 4   | США            |
| 12.02.1972 | США            | 6 : 1   | Польща         |
| 13.02.1972 | Швеція         | 3 : 4   | Фінляндія      |
| 13.02.1972 | СРСР           | 5 : 2   | Чехословаччина |

## Група В

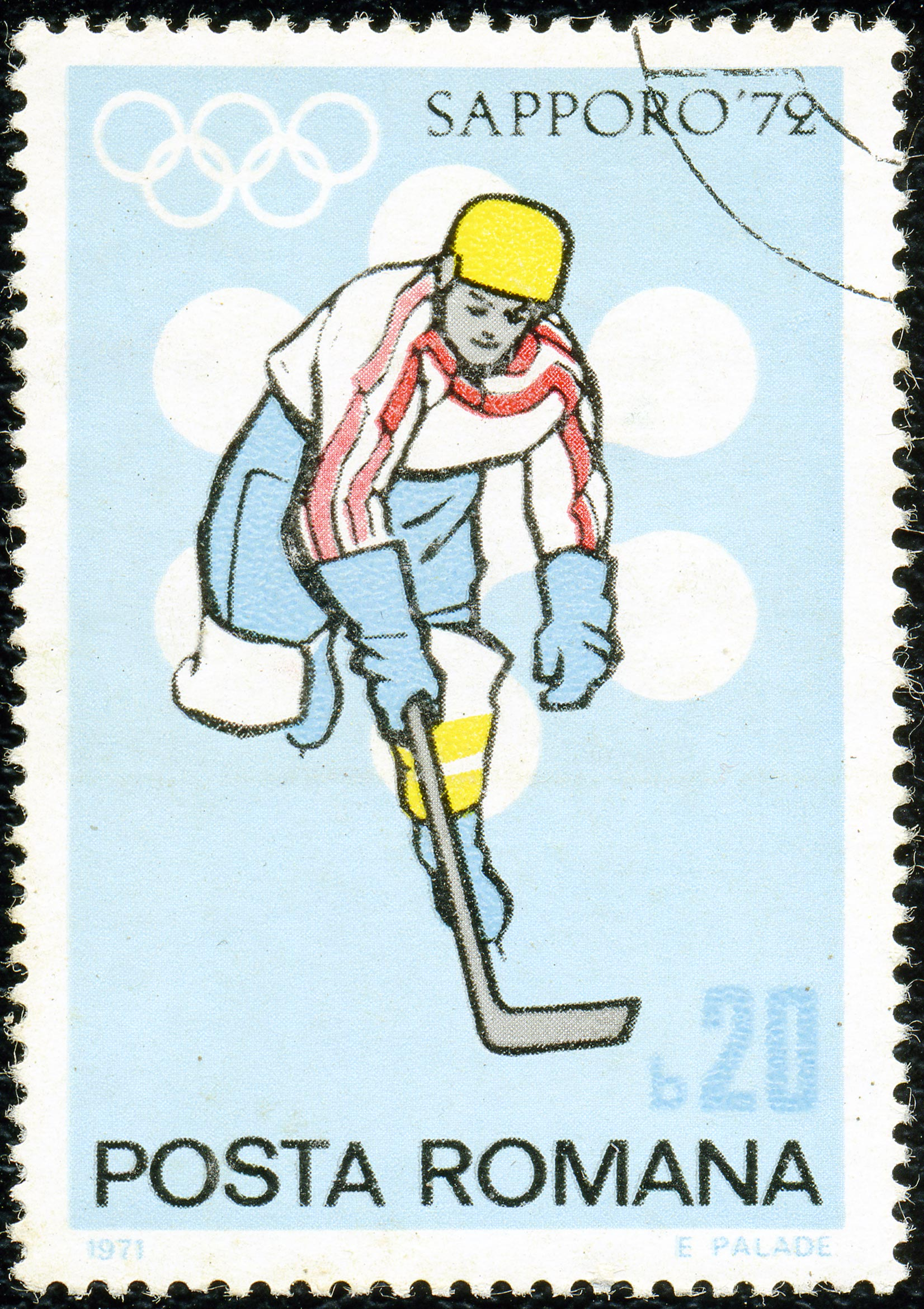

| М  | Команда   | І | Пер | Н | Пор | ЗШ | ПШ | О |
| -- | --------- | - | --- | - | --- | -- | -- | - |
| 7  | ФРН       | 4 | 3   | 0 | 1   | 22 | 10 | 6 |
| 8  | Норвегія  | 4 | 3   | 0 | 1   | 16 | 14 | 6 |
| 9  | Японія    | 4 | 2   | 1 | 1   | 17 | 16 | 5 |
| 10 | Швейцарія | 4 | 0   | 2 | 2   | 9  | 16 | 2 |
| 11 | Югославія | 4 | 0   | 1 | 3   | 9  | 17 | 1 |

### Результати матчів
| Дата       | Команда   | Рахунок | Команда   |
| ---------- | --------- | ------- | --------- |
| 06.02.1972 | Норвегія  | 5 : 2   | Югославія |
| 06.02.1972 | ФРН       | 5 : 0   | Швейцарія |
| 07.02.1972 | Японія    | 3 : 3   | Швейцарія |
| 07.02.1972 | ФРН       | 6 : 2   | Югославія |
| 09.02.1972 | Японія    | 3 : 2   | Югославія |
| 09.02.1972 | ФРН       | 5 : 1   | Норвегія  |
| 10.02.1972 | Японія    | 4 : 5   | Норвегія  |
| 11.02.1972 | Швейцарія | 3 : 3   | Югославія |
| 12.02.1972 | Японія    | 7 : 6   | ФРН       |
| 12.02.1972 | Норвегія  | 5 : 3   | Швейцарія |

## Призери
СРСР: воротарі — Владислав Третьяк, Олександр Пашков; захисники — Олександр Рагулін, Віктор Кузькін, Віталій Давидов, Геннадій Циганков, Валерій Васильєв, Володимир Лутченко, Ігор Ромішевський; нападники — Борис Михайлов, Володимир Петров, Валерій Харламов, Володимир Шадрін, Олександр Якушев, Євген Зимін, Олександр Мальцев, Анатолій Фірсов, Євген Мишаков, Володимир Вікулов, Юрій Блінов. Тренери — Аркадій Чернишов, Анатолій Тарасов.
 США: воротарі — Майк Каррен, Піт Сірс; захисники — Чарлі Браун, Джеймс Макелмері, Річард Макглінн, Брюс Макінтош, Томас Меллор, Вальтер Ольдс, Френк Сандерс; нападники — Кевін Агерн, Ларрі Бадер, Генрі Боуча, Роббі Фторек, Марк Гоу, Кейт Крістіансен, Стюарт Ірвін, Рон Неслунд, Крейг Сарнер, Тім Шихі. Тренер — Мюррей Вілльямсон.
 Чехословаччина: воротарі — Владімір Надрхал, Владімір Дзурілла; захисники — Франтішек Поспішил, Рудольф Тайцнар, Йозеф Хорешовський, Карел Вогралик, Олдржих Махач, Владімір Беднарж; нападники — Вацлав Недоманський, Іван Глінка, Їржі Кохта, Владімір Мартінець, Ріхард Фарда, Їржі Голик, Йозеф Черний, Ярослав Голик, Богуслав Штястний, Едуард Новак, Ян Гавел. Тренери — Ярослав Пітнер, Владімір Костка.

## Найкращі бомбардири
| М  | Гравець             | Очки     |
| -- | ------------------- | -------- |
| 1  | Валерій Харламов    | 15 (9+6) |
| 2  | Вацлав Недоманський | 9 (6+3)  |
| 3  | Володимир Вікулов   | 9 (5+4)  |
| 4  | Крейг Сарнер        | 9 (4+5)  |
| 5  | Кевін Агерн         | 7 (4+3)  |
| 5  | Олександр Мальцев   | 7 (4+3)  |
| 7  | Анатолій Фірсов     | 7 (2+5)  |
| 8  | Юрій Блінов         | 6 (3+3)  |
| 8  | Їржі Кохта          | 6 (3+3)  |
| 10 | Ріхард Фарда        | 6 (1+5)  |